# August Pricking
August Pricking (* 12. Oktober 1906 in Lippramsdorf; † 24. April 1990 in Buldern (Ortsteil von Dülmen)) war Domkapitular in Münster und Kreisdechant für die Dekanate Ahaus, Borken, Bocholt und Coesfeld.

## Leben

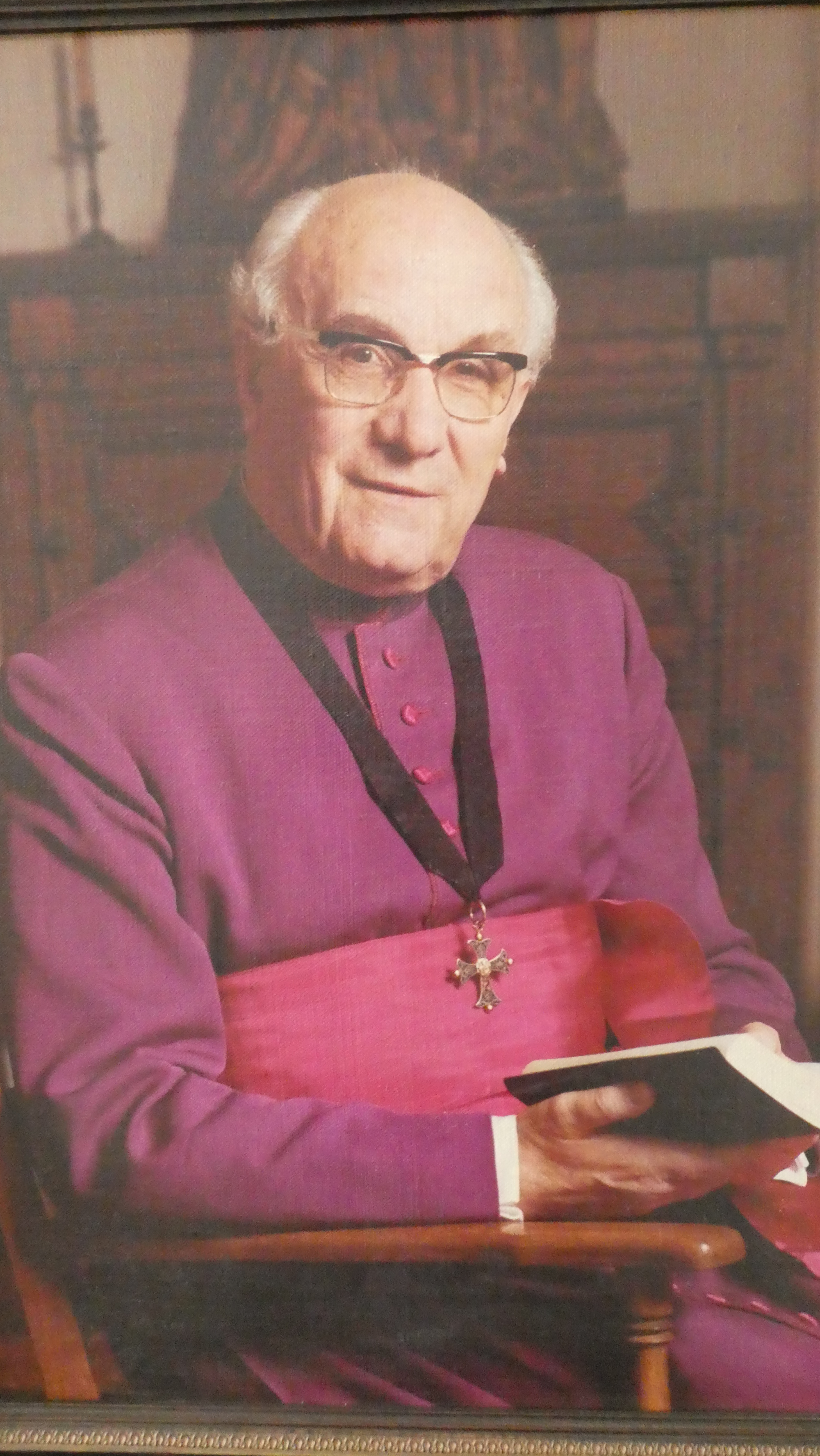
Porträt des Kreisdechanten August Pricking

August Pricking war der jüngste von vier Söhnen des Kolonen Wilhelm August Pricking (* 1863) und dessen Ehefrau Anna Sophia geb. Große Geldermann (* 1874). Sein Bruder Johannes (1898–1975) war Kreisdechant in Ahaus. Zwei Cousins waren Geistliche, ebenso sein Onkel Hermann. Nach dem Abitur am Gymnasium Petrinum Dorsten studierte August Theologie an der Westfälischen Wilhelms-Universität Münster und der Albert-Ludwigs-Universität Freiburg. Am 17. Dezember 1932 wurde er im Dom zu Münster von Weihbischof Johannes Scheifes zum Priester geweiht. Von 1933 bis 1943 war er Kaplan an der Heilig-Kreuz-Kirche in Münster und anschließend bis 1946 Kaplan in St. Martinus in Nottuln. Von 1946 bis 1948 kümmerte er sich als Diözesan-Flüchtlingsseelsorger um die Bewältigung der Notlagen. Bevor Pricking 1953 Dechant in Borken wurde, war er Rektor in Gravenhorst und Püsselbüren im Kreis Tecklenburg. 
In den Jahren von 1957 bis 1977 war er Bezirksdechant für die Dekanate Ahaus, Borken, Bocholt und Coesfeld. Am 2. September 1977 verzichtete er auf sein Amt. Sein Nachfolger wurde Propst Horst Kerst. 
Anlässlich seines 80. Geburtstages am 12. Oktober 1986 waren zahlreiche Gratulanten erschienen, darunter Dompropst Wilhelm Gertz und der Borkener Landrat Franz Skorzak.
August Pricking starb am 24. April 1990. Am 28. April 1990 wurde in der St.-Remigius-Kirche Borken mit einem feierlichen Seelenamt von ihm Abschied genommen. Er fand seine letzte Ruhestätte auf dem Borkener Friedhof. 

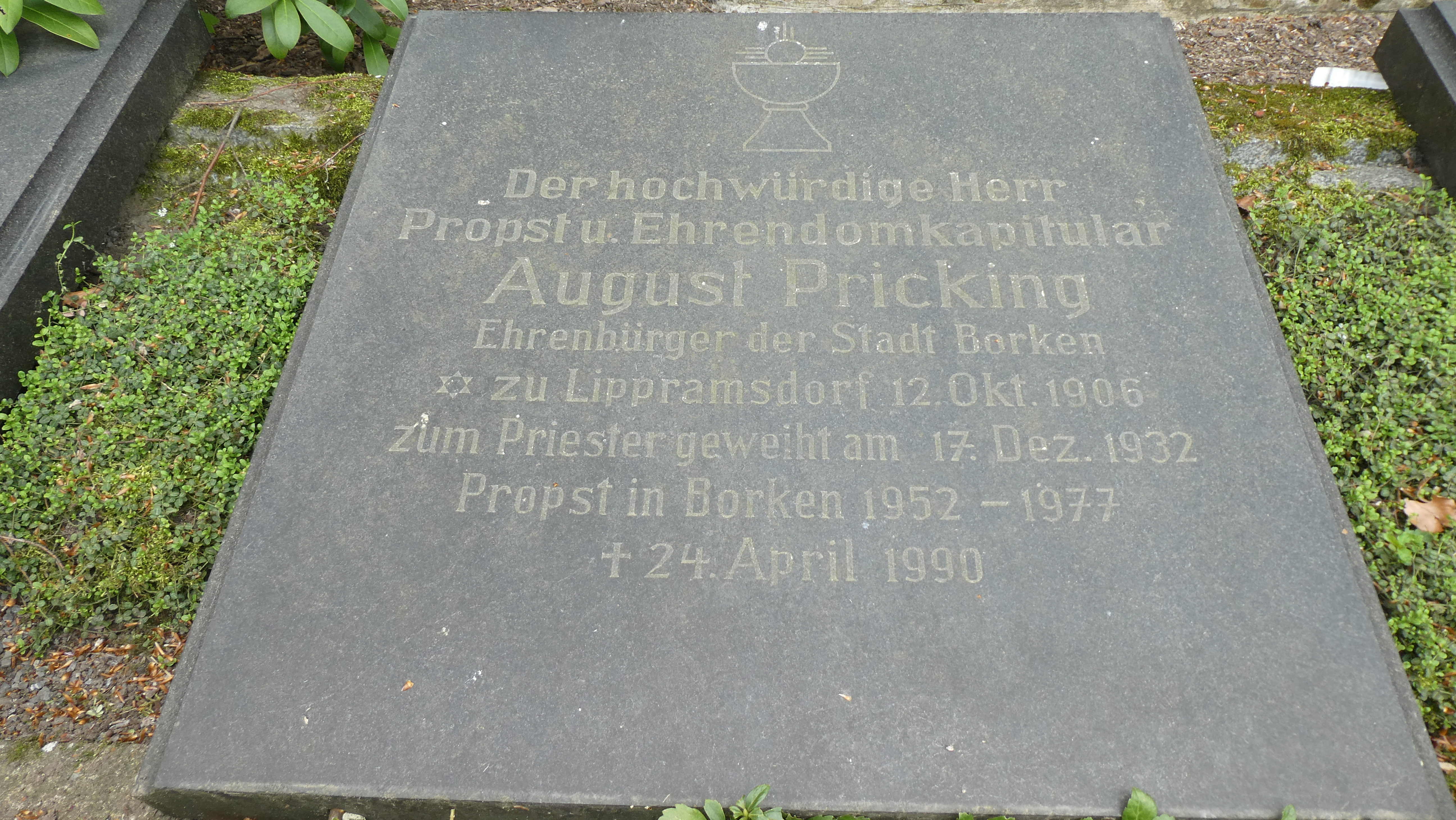
Grabplatte August Pricking, Friedhof Borken

## Ehrungen
- 9. Dezember 1976: Ehrenbürger der Stadt Borken. Gewürdigt wurde sein Engagement beim Wiederaufbau der Stadt nach dem Krieg und bei der Förderung sozialer, karitativer und kultureller Einrichtungen